# Älvsbyn (comuna)
Älvsbyn (em sueco: Älvsbyn kommun) é uma comuna da Suécia localizada no condado de Bótnia Setentrional. Sua capital é a cidade de Älvsbyn. Possui 1 699 quilômetros quadrados e segundo censo de 2018, havia 8 140 habitantes.